# Salomon van Bretagne
Salomon van Bretagne (Bretons: Salaün, overleden: 874) was graaf van Rennes en Nantes en vanaf 857 tot aan zijn dood koning van Bretagne Hij wordt in Bretagne als martelaar aanbeden als Sint-Salomon.

## Biografie
Salomon werd geboren als de zoon van Riwallon III van Poher. Toen Karel de Kale na het verlies in de Slag bij Jengland vrede sloot met Erispoë verkreeg Salomon de graafschappen Rennes, Nantes en de Pays de Retz. In 852 bracht hij leenhulde aan koning Karel en groeide hij uit tot de machtigste edelman aan het hof van Erispoë. In 857 sloot hij een bondgenootschap met Almarchus om zijn neef Erispoë te vermoorden en het hertogdom voor zichzelf op te eisen. Een jaar later zat hij achter een grote opstand van Frankische edelen in Neustrië tegen Karel de Kale. In september van dat jaar legde hij via een delegatie een eed af bij Lodewijk de Duitser, maar een synode 859 dwong hem zich te houden aan zijn eerder gezworen eed.
In 862 voerde Salomon oorlog tegen Robert de Sterke en opnieuw Karel de Kale, maar in 863 sloot hij vrede met de Frankische koning. Twee jaar later werden de vijandelijkheden hervat. Zelfs paus Nicolaas I bemoeide zich er mee en probeerde Salomon te overreden om zijn schattingen aan de Franse koning te betalen. In 867 werd wederom vrede gesloten tussen Salomon en Karel de Kale. Tot aan zijn dood zou Salomon een trouwe vazal blijven. In 874 werd hij door Gurwent en Pascweten vermoord.